# Кошикороб
Кошикороб (Thripophaga) — рід горобцеподібних птахів родини горнерових (Furnariidae). Представники цього роду мешкають в Південній Америці.

## Види
Виділяють п’ять видів:
- Кошикороб широкохвостий (Thripophaga macroura)
- Кошикороб оріноцький (Thripophaga cherriei)
- Кошикороб амакуроанський (Thripophaga amacurensis)[3]
- Кошикороб мінливий (Thripophaga fusciceps)
- Кошикороб рудий (Thripophaga berlepschi)

## Етимологія
Наукова назва роду Thripophaga походить від сполучення слів дав.-гр. θριψ — короїд і φαγος — їсти.